# Cá mòi Malagarasi
Cá mòi Malagarasi, tên khoa học Mesobola spinifer, là một loài cá vây tia thuộc họ Cyprinidae. Loài này có ở Burundi và Tanzania.
Môi trường sống tự nhiên của chúng là sông ngòi, sông có nước theo mùa, hồ nước ngọt, đầm nước ngọt, và vùng đồng bằng nội địa. Chúng hiện đang bị đe dọa vì mất môi trường sống.